# Pseudalus occidentalis
Pseudalus occidentalis är en fjärilsart som beskrevs av Rothschild 1909. Pseudalus occidentalis ingår i släktet Pseudalus och familjen björnspinnare. Inga underarter finns listade i Catalogue of Life.